# Musculus prophragma-cervicalis
Musculus prophragma-cervicalis, mięsień Idlm3 – mięsień występujący w tułowiu owadów.
Mięsień należący do grupy "grzbietowych mięśni podłużnych" (ang. dorsal longitudinal muscles), zlokalizowany w przedtułowiu. Miejscem początkowym jego przyczepu jest pierwsza apofiza tergalna. Jego koniec przyczepia się natomiast do nasadowej części drugiej apofizy tergalnej. Biegnie on grzbietowo w stosunku do mięśnia musculus prophragma-occipitalis.